# Calyptopogon mnioides
Calyptopogon mnioides là một loài Rêu trong họ Pottiaceae. Loài này được (Schwägr.) Broth. mô tả khoa học đầu tiên năm 1902.